# 上海公共租界工部局警務處
上海公共租界工部局警務處（英語：Shanghai Municipal Police Force, SMP，美国人常称为）是上海公共租界工部局下设的管理警務的部门，成立于1854年8月。1863年起，工部局董事会设置警务处。1899年，正式定名为上海公共租界工部局警务处，并设置总巡。1929年，警务处进行改革，增设警务处处长。1943年7月租界交还給中国（汪精卫政府）时结束，共存在约90年时间。

## 历史
1853年，迫于太平天国和小刀会起义给上海带来的军事压力，英、法、美三租界达成联合，并与1854年建立巡捕房。1854年成立的上海英租界巡捕房是中国近代历史上第一个真正意义的警政机构。1862年法租界退出联合，自行组建“公董局”，1863年英美租界合并，并与1893年更名为公共租界。
这支巡捕部队最初完全由欧洲人组成，当中主要是英国人，1864年开始招募华人加入，随后不断扩大并于1884年加入印度巡捕（Sikh Branch），1916年新增日本巡捕分队（Japanese Contingent），1918年建立由志愿人士兼任组成的特务警察（Special Police,类似当今的「义警」或「辅警」）。1941年更从上海万国商团（SVC）中抽调成立了一支俄罗斯警务辅助队（Russian Auxiliary Detachment）。
自从1843年英国商人正式抵达上海，即聘请一些欧洲人负责看管他们的货物和员工，随后也招募了本地华人帮工。1850年时，他们的角色逐渐类似社区执达员，包括协助驱赶滋事份子。当上海租界工部局（Shanghai Municipal Council）成立之时，首批31位欧洲人立即从香港警队借调到来，并由克莱夫顿督察（Inspector Samuel Clifton）领导之下，在1854年9月正式上街巡逻。其它成员就从皇家爱尔兰警队、伦敦警察厅、驻扎上海的外国军事人员或经巡捕房在伦敦委托的中介公司John Pook & Co.招聘回来。
1936年，日本侵华战争爆发前的和平时期最后一年，上海公共租界巡捕房共有4,739名警员，其中华籍警员3,466人，西捕（the Foreign Branch，主要是英国人）457人，印捕（Sikh Branch）558人，日捕（Japanese Contingent）258人。
从1937年8月到1941年12月8日珍珠港事变后日本占领上海公共租界，中国国民政府留下的地下武装针对日本人及其合作者发动了多次暴力破坏活动（锄奸），而对方也进行了多次血腥的报复活动。在日本控制下，一大批英国警官被作为“政治犯”逮捕，关押在上海的海防路兵营，大部分巡捕别无选择，留在自己的岗位，直到1943年2-3月间最终解散并扣押。

## 遗产
上海公共租界巡捕房的遗产有三个方面：为了回应武装犯罪的上升，威廉·費爾貝恩（William E. Fairbairn）、艾瑞克·賽克斯（Eric A. Sykes）和奥尼尔（Dermot 'Pat' O'Neil）等警官率先创新了手枪射击（combat pistol shooting）、徒手格斗（hand to hand combat）和刀具格斗（knife fight）的训练，以及特种武器和战术部队技术，最终为国际警察界所采用，并秘密在第二次世界大战中使用。
1925年5月30日，老闸捕房的锡克人和华人巡捕受命向南京路上的示威者开火，造成12名年轻人丧生或受重伤，因而引发了中国全国性的反帝运动（特别是反英运动）五卅运动，这支部队制定了新的防暴措施。费尔贝恩再次成为这里的核心人物，领导所谓的后备队（Reserve Unit）。后来，他带着这些发明，进入英国殖民地塞浦路斯和新加坡的警务机构。

### 政治部
1925年，上海公共租界巡捕房成立了政治部（Special Branch）。其最大的行动是在1931年6月15日，逮捕了牛兰（Jakob Rudnik或Hilaire Noulens）和他的妻子Tatiana Moissenko。这次逮捕是与新加坡政治部、英国秘密情报局（军情六处）和法国殖民地情报机构紧密合作的成果，破获了共产国际在上海的秘密国际联络部。但是，政治部未能发现，从1930至1933年居住在上海的理查·佐尔格，是一名苏联间谍。1928年以后，上海公共租界巡捕房政治部与国民政府的情报机构合作，到1932年，摧毁了中共在城市的基地。1949年，政治部存档由中央情报局收购，最终在1980年代向研究者开放，不过这些档案显然消除了可能危及过去在上海的一些人物的有关材料。

## 分区捕房

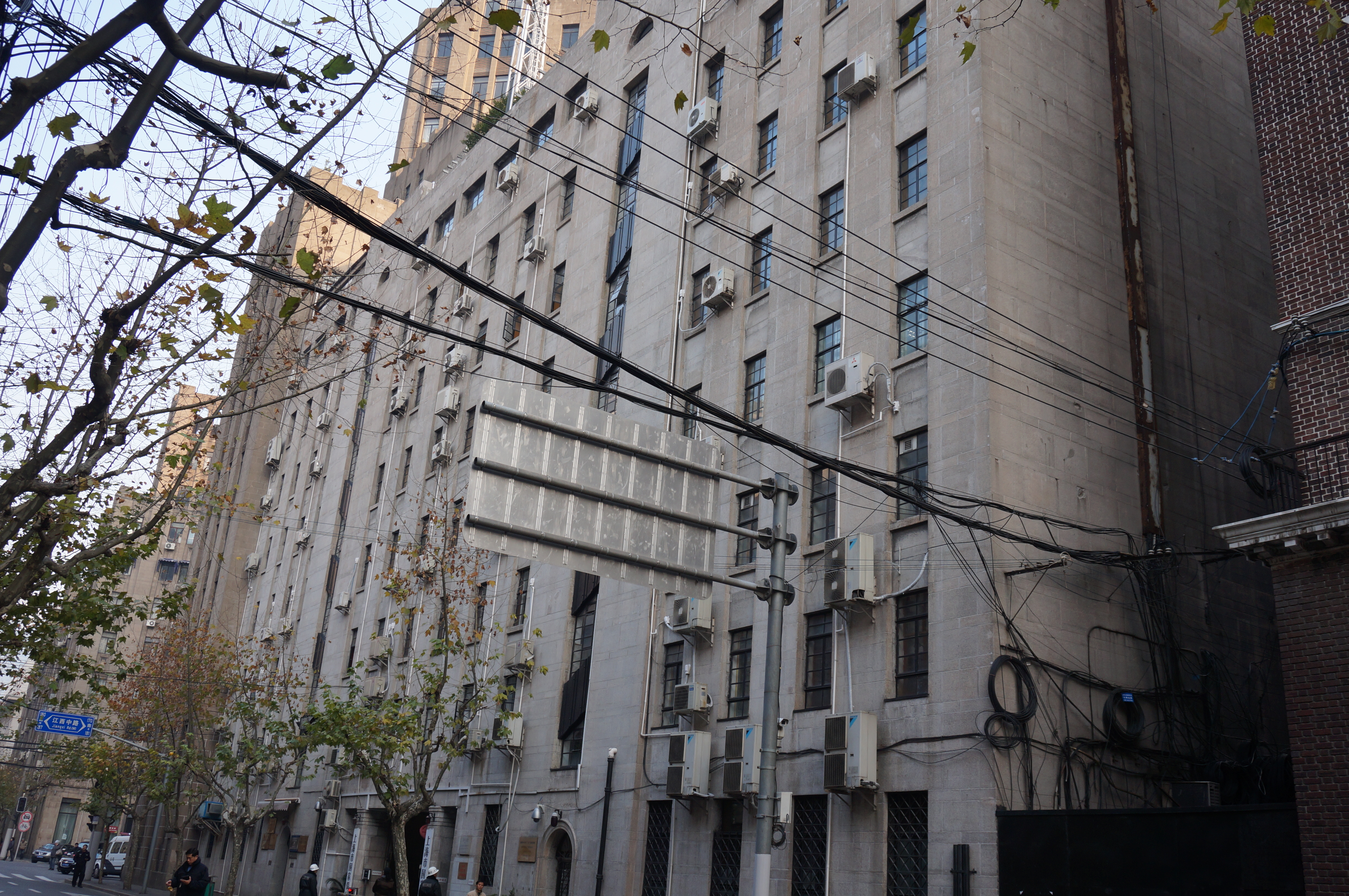
中央捕房今景

上海公共租界巡捕房下设的分区捕房共有14个：

### 中区
1.中央捕房（1854～1943）：福州路（江西路西面）。

2.老闸捕房（1860～1943）：南京路、六合路。1925年5月30日下午3时37分，守卫老闸捕房的外国巡捕向和平请愿的游行队伍开枪，打死4人，打伤9人，制造了震惊中外的五卅惨案。

### 西区
3.静安寺捕房（1884～1943）愚园路。

4.新闸路捕房（1899～1943）。

5.戈登路捕房（1909～1943）戈登路、康脑脱路转角处。今江宁路511号上海商业会计学校静安分校，2005年被列为上海市第四批优秀历史建筑

6.成都路捕房（1933～1943）

7.普陀路捕房（1929～1943）：戈登路。

### 北区
8.虹口捕房（1861～1943）闵行路。

9.汇司捕房（1898～1943）：海宁路。

10.嘉兴路捕房（1907～1943），汤恩路，辖区内主要为日本侨民。

### 东区
11.杨树浦巡捕房（1891～1943）格兰路与平凉路转角处。

12.汇山捕房（1903－1943年），茂海路。

13.榆林路巡捕房（1925～1943）位于华盛路与齐物浦路间的榆林路。

### 北区越界筑路
14.狄思威路捕房（1912～1943）：辖区为以下各条马路：北四川路延长线，江湾路（从北四川路至体育会路，包括靶子场、虹口公园和游泳池），狄思威路，窦乐安路（包括松庆里、丰乐里和纪家花园），白保罗路和赫林里，施高塔路（从江湾路到祥德路），及附近地区。设于今溧阳路1338号，现为四川北路派出所。

## 长官
- 克莱夫顿（Samuel Clifton）督察（Superintendent）——1854年－1860年，因被控盗用公款（未经证实）而辞职[3]。

## 制服
在多数场合下，巡捕穿着英式或者英国殖民式制服。这类制服包括在20世纪早期还被欧洲警察广泛使用的高桶盔。在衣服方面，夏天为卡其布的短袖短裤，冬天为深蓝色的哔叽。此外，锡克巡捕头戴红色的头巾。老上海对印度巡捕的称呼“红头阿三”中的红头也源自此穿着。而中国巡捕则要求戴着亚洲式的圆锥形帽子。但是在1919年后，中国和欧洲巡捕统一头戴深蓝色鸭舌帽，穿着有公共租界臂章的制服。

### 论文
- E.W. Peters, Shanghai Policeman（London: Rich & Cowan, 1937）
- Ted Quigley, A Spirit of Adventure: The Memoirs of Ted Quigley（Lewes: The Book Guild Ltd, 1994）
- Maurice Springfield, Hunting opium and other scents（Halesworth: Norfolk and Suffolk Publicity, 1966）